# Élections municipales de 2026 dans les Alpes-Maritimes
Pour un article plus général, voir Élections municipales françaises de 2026.
Les élections municipales dans les Alpes-Maritimes sont prévues en mars 2026. Cette page ne traite que les communes de 3 000 habitants et plus dans les Alpes-Maritimes.

## Résultats à l'échelle du département

### Maires sortants et maires élus
| Commune                  | Population (en 2022) | Maire sortant(e)              | Parti | Parti | Maire élu(e) | Parti | Parti |
| ------------------------ | -------------------- | ----------------------------- | ----- | ----- | ------------ | ----- | ----- |
| Antibes                  | 76 612               | Jean Leonetti                 |       | LR    |              |       |       |
| Auribeau-sur-Siagne      | 3 346                | Michèle Paganin               |       | LR    |              |       |       |
| Beaulieu-sur-Mer         | 3 835                | Roger Roux                    |       | LR    |              |       |       |
| Beausoleil               | 12 430               | Gérard Spinelli               |       | DVD   |              |       |       |
| Biot                     | 10 196               | Jean-Pierre Dermit            |       | LR    |              |       |       |
| Cagnes-sur-Mer           | 52 852               | Louis Nègre                   |       | LR    |              |       |       |
| Cannes                   | 74 040               | David Lisnard                 |       | LR-NÉ |              |       |       |
| Le Cannet                | 40 198               | Yves Pigrenet                 |       | LR    |              |       |       |
| Cap-d'Ail                | 4 491                | Xavier Beck                   |       | UDR   |              |       |       |
| Carros                   | 13 729               | Yannick Bernard               |       | DVD   |              |       |       |
| Châteauneuf-Grasse       | 3 765                | Emmanuel Delmotte             |       | SE    |              |       |       |
| La Colle-sur-Loup        | 8 143                | Jean-Bernard Mion             |       | HOR   |              |       |       |
| Colomars                 | 3 507                | Isabelle Brès                 |       | LR    |              |       |       |
| Contes                   | 7 722                | Francis Tujague               |       | PCF   |              |       |       |
| Drap                     | 5 300                | Robert Nardelli               |       | DVD   |              |       |       |
| Gattières                | 4 345                | Pascale Guit-Nicol            |       | DVD   |              |       |       |
| La Gaude                 | 7 194                | Bruno Bettati                 |       | LR    |              |       |       |
| Grasse                   | 48 669               | Jérôme Viaud                  |       | LR    |              |       |       |
| Levens                   | 5 366                | Antoine Véran                 |       | LR    |              |       |       |
| Mandelieu-la-Napoule     | 21 201               | Sébastien Leroy               |       | LR    |              |       |       |
| Menton                   | 30 326               | Yves Juhel                    |       | LR    |              |       |       |
| Mouans-Sartoux           | 10 847               | Pierre Aschieri               |       | DVG   |              |       |       |
| Mougins                  | 19 481               | Richard Galy                  |       | LR    |              |       |       |
| Nice                     | 353 701              | Christian Estrosi             |       | HOR   |              |       |       |
| Pégomas                  | 8 143                | Florence Simon                |       | LR    |              |       |       |
| Peymeinade               | 8 491                | Philippe Sainte-Rose Fanchine |       | SE    |              |       |       |
| Roquebrune-Cap-Martin    | 12 419               | Patrick Cesari                |       | LR    |              |       |       |
| Roquefort-les-Pins       | 7 284                | Michel Rossi                  |       | LR    |              |       |       |
| La Roquette-sur-Siagne   | 5 552                | Raymond Albis                 |       | LR    |              |       |       |
| Le Rouret                | 4 198                | Gérald Lombardo               |       | LR    |              |       |       |
| Saint-André-de-la-Roche  | 5 877                | Jean-Jacques Carlin           |       | LR    |              |       |       |
| Saint-Cézaire-sur-Siagne | 3 971                | Christian Zedet               |       | SE    |              |       |       |
| Saint-Jeannet            | 4 378                | Julie Charles                 |       | SE    |              |       |       |
| Saint-Laurent-du-Var     | 31 645               | Joseph Segura                 |       | LR    |              |       |       |
| Saint-Martin-du-Var      | 3 403                | Hervé Paul                    |       | SE    |              |       |       |
| Saint-Paul-de-Vence      | 3 190                | Jean-Pierre Camilla           |       | DVD   |              |       |       |
| Saint-Vallier-de-Thiey   | 3 662                | Jean-Marie Tortarolo          |       | DVC   |              |       |       |
| Sospel                   | 3 807                | Jean-Mario Lorenzi            |       | LR    |              |       |       |
| Le Tignet                | 3 158                | Claude Serra                  |       | DVD   |              |       |       |
| Tourrette-Levens         | 4 633                | Bertrand Gasiglia             |       | LR    |              |       |       |
| Tourrettes-sur-Loup      | 4 126                | Frédéric Poma                 |       | SE    |              |       |       |
| La Trinité               | 10 485               | Ladislas Polski               |       | MRC   |              |       |       |
| La Turbie                | 3 012                | Jean-Jacques Raffaele         |       | LR    |              |       |       |
| Valbonne                 | 12 389               | Joseph Cesaro                 |       | ECO   |              |       |       |
| Vallauris                | 28 579               | Kevin Luciano                 |       | LR    |              |       |       |
| Vence                    | 19 856               | Régis Lebigre                 |       | LR    |              |       |       |
| Villefranche-sur-Mer     | 5 012                | Christophe Trojani            |       | LR    |              |       |       |
| Villeneuve-Loubet        | 16 729               | Lionnel Luca                  |       | LR    |              |       |       |

### Résultats en nombre de maires
| Partis               | Partis                               | Maires sortants | Maires élus | Évolution |
| -------------------- | ------------------------------------ | --------------- | ----------- | --------- |
|                      | Les Républicains                     | 27              |             |           |
|                      | Divers droite                        | 6               |             |           |
|                      | Les Républicains-Nouvelle Énergie    | 1               |             |           |
| Total droite         | Total droite                         | 24              |             |           |
|                      | Divers écologistes                   | 1               |             |           |
|                      | Divers gauche                        | 1               |             |           |
|                      | Mouvement républicain et citoyen     | 1               |             |           |
|                      | Parti communiste français            | 1               |             |           |
| Total gauche         | Total gauche                         | 4               |             |           |
|                      | Horizons                             | 2               |             |           |
|                      | Divers centre                        | 1               |             |           |
| Total centre         | Total centre                         | 2               |             |           |
|                      | Union des droites pour la République | 1               |             |           |
| Total extrême droite | Total extrême droite                 | 1               |             |           |
|                      | Sans étiquette                       | 6               |             |           |
| Total                | Total                                | 48              | 48          | -         |

### Résultats par nuances
| Nuance | Nuance | Nuance | Premier tour | Premier tour | Premier tour | Second tour | Second tour | Second tour | Total sièges | Total sièges | Total sièges | Total sièges |
| Nuance | Nuance | Nuance | Voix         | %            | Sièges       | Voix        | %           | Sièges      | CM           | %            | CC           | %            |
| ------ | ------ | ------ | ------------ | ------------ | ------------ | ----------- | ----------- | ----------- | ------------ | ------------ | ------------ | ------------ |
|        |        |        |              |              |              |             |             |             |              |              |              |              |
| Total  | Total  | Total  |              | 100          |              |             | 100         |             |              | 100          |              | 100          |

### Taux de participation
| Taux de participation | 1er tour | Différence avec 2020 | 2d tour | Différence avec 2020 | Différence entre les deux tours |
| --------------------- | -------- | -------------------- | ------- | -------------------- | ------------------------------- |
| À 12 h                |          |                      |         |                      |                                 |
| À 17 h                |          |                      |         |                      |                                 |
| Final                 |          |                      |         |                      |                                 |

## Résultats dans les communes de plus de 3 000 habitants

### Antibes
- Maire sortant : Jean Leonetti (LR)
- 49 sièges à pourvoir au conseil municipal (population légale 2022 : 76 612 habitants)
- 27 sièges à pourvoir au conseil communautaire (CA Sophia Antipolis)

| Tête de liste | Tête de liste | Parti(s) | Nuance | Premier tour | Premier tour | Second tour | Second tour | Sièges | Sièges |
| Tête de liste | Tête de liste | Parti(s) | Nuance | Voix         | %            | Voix        | %           | CM     | CC     |
| ------------- | ------------- | -------- | ------ | ------------ | ------------ | ----------- | ----------- | ------ | ------ |

### Auribeau-sur-Siagne
- Maire sortante : Michèle Paganin (LR)
- 23 sièges à pourvoir au conseil municipal (population légale 2022 : 3 346 habitants)
- 2 sièges à pourvoir au conseil communautaire (CA du Pays de Grasse)

| Tête de liste | Tête de liste | Parti(s) | Nuance | Premier tour | Premier tour | Second tour | Second tour | Sièges | Sièges |
| Tête de liste | Tête de liste | Parti(s) | Nuance | Voix         | %            | Voix        | %           | CM     | CC     |
| ------------- | ------------- | -------- | ------ | ------------ | ------------ | ----------- | ----------- | ------ | ------ |

### Beaulieu-sur-Mer
- Maire sortant : Roger Roux (LR)
- 27 sièges à pourvoir au conseil municipal (population légale 2022 : 3 835 habitants)
- 1 siège à pourvoir au conseil communautaire (Métropole Nice Côte d'Azur)

| Tête de liste | Tête de liste | Parti(s) | Nuance | Premier tour | Premier tour | Second tour | Second tour | Sièges | Sièges |
| Tête de liste | Tête de liste | Parti(s) | Nuance | Voix         | %            | Voix        | %           | CM     | CC     |
| ------------- | ------------- | -------- | ------ | ------------ | ------------ | ----------- | ----------- | ------ | ------ |

### Beausoleil
- Maire sortant : Gérard Spinelli (DVD)
- 33 sièges à pourvoir au conseil municipal (population légale 2022 : 12 430 habitants)
- 8 sièges à pourvoir au conseil communautaire (CA de la Riviera française)

| Tête de liste | Tête de liste | Parti(s) | Nuance | Premier tour | Premier tour | Second tour | Second tour | Sièges | Sièges |
| Tête de liste | Tête de liste | Parti(s) | Nuance | Voix         | %            | Voix        | %           | CM     | CC     |
| ------------- | ------------- | -------- | ------ | ------------ | ------------ | ----------- | ----------- | ------ | ------ |

### Biot
- Maire sortant : Jean-Pierre Dermit (LR)
- 33 sièges à pourvoir au conseil municipal (population légale 2022 : 10 196 habitants)
- 4 sièges à pourvoir au conseil communautaire (CA Sophia Antipolis)

| Tête de liste | Tête de liste | Parti(s) | Nuance | Premier tour | Premier tour | Second tour | Second tour | Sièges | Sièges |
| Tête de liste | Tête de liste | Parti(s) | Nuance | Voix         | %            | Voix        | %           | CM     | CC     |
| ------------- | ------------- | -------- | ------ | ------------ | ------------ | ----------- | ----------- | ------ | ------ |

### Cagnes-sur-Mer
- Maire sortant : Louis Nègre (LR)
- 45 sièges à pourvoir au conseil municipal (population légale 2022 : 52 852 habitants)
- 10 sièges à pourvoir au conseil communautaire (Métropole Nice Côte d'Azur)

| Tête de liste            | Tête de liste | Parti(s) | Nuance | Premier tour | Premier tour | Second tour | Second tour | Sièges | Sièges |
| Tête de liste            | Tête de liste | Parti(s) | Nuance | Voix         | %            | Voix        | %           | CM     | CC     |
| ------------------------ | ------------- | -------- | ------ | ------------ | ------------ | ----------- | ----------- | ------ | ------ |
|                          | Louis Nègre,  | LR       |        |              |              |             |             |        |        |
|                          |               |          |        |              |              |             |             |        |        |
| Exprimés                 |               |          |        |              |              |             |             |        |        |
| Votes blancs             |               |          |        |              |              |             |             |        |        |
| Votes nuls               |               |          |        |              |              |             |             |        |        |
| Total                    | Total         | Total    | Total  |              | 100          |             | 100         | 45     | 10     |
| Absentions               |               |          |        |              |              |             |             |        |        |
| Inscrits / participation |               |          |        |              |              |             |             |        |        |

### Cannes
- Maire sortant : David Lisnard (LR-NÉ)
- 49 sièges à pourvoir au conseil municipal (population légale 2022 : 74 040 habitants)
- 29 sièges à pourvoir au conseil communautaire (CA Cannes Pays de Lérins)

| Tête de liste | Tête de liste | Parti(s) | Nuance | Premier tour | Premier tour | Second tour | Second tour | Sièges | Sièges |
| Tête de liste | Tête de liste | Parti(s) | Nuance | Voix         | %            | Voix        | %           | CM     | CC     |
| ------------- | ------------- | -------- | ------ | ------------ | ------------ | ----------- | ----------- | ------ | ------ |

### Le Cannet
- Maire sortant : Yves Pigrenet (LR)
- 43 sièges à pourvoir au conseil municipal (population légale 2022 : 40 198 habitants)
- 16 sièges à pourvoir au conseil communautaire (CA Cannes Pays de Lérins)

| Tête de liste | Tête de liste | Parti(s) | Nuance | Premier tour | Premier tour | Second tour | Second tour | Sièges | Sièges |
| Tête de liste | Tête de liste | Parti(s) | Nuance | Voix         | %            | Voix        | %           | CM     | CC     |
| ------------- | ------------- | -------- | ------ | ------------ | ------------ | ----------- | ----------- | ------ | ------ |

### Cap-d'Ail
- Maire sortant : Xavier Beck (UDR)
- 27 sièges à pourvoir au conseil municipal (population légale 2022 : 4 491 habitants)
- 1 siège à pourvoir au conseil communautaire (Métropole Nice Côte d'Azur)

| Tête de liste | Tête de liste | Parti(s) | Nuance | Premier tour | Premier tour | Second tour | Second tour | Sièges | Sièges |
| Tête de liste | Tête de liste | Parti(s) | Nuance | Voix         | %            | Voix        | %           | CM     | CC     |
| ------------- | ------------- | -------- | ------ | ------------ | ------------ | ----------- | ----------- | ------ | ------ |

### Carros
- Maire sortant : Yannick Bernard (DVD)
- 33 sièges à pourvoir au conseil municipal (population légale 2022 : 13 729 habitants)
- 2 sièges à pourvoir au conseil communautaire (Métropole Nice Côte d'Azur)

| Tête de liste | Tête de liste | Parti(s) | Nuance | Premier tour | Premier tour | Second tour | Second tour | Sièges | Sièges |
| Tête de liste | Tête de liste | Parti(s) | Nuance | Voix         | %            | Voix        | %           | CM     | CC     |
| ------------- | ------------- | -------- | ------ | ------------ | ------------ | ----------- | ----------- | ------ | ------ |

### Châteauneuf-Grasse
- Maire sortant : Emmanuel Delmotte (SE)
- 27 sièges à pourvoir au conseil municipal (population légale 2022 : 3 765 habitants)
- 2 sièges à pourvoir au conseil communautaire (CA Sophia Antipolis)

| Tête de liste | Tête de liste | Parti(s) | Nuance | Premier tour | Premier tour | Second tour | Second tour | Sièges | Sièges |
| Tête de liste | Tête de liste | Parti(s) | Nuance | Voix         | %            | Voix        | %           | CM     | CC     |
| ------------- | ------------- | -------- | ------ | ------------ | ------------ | ----------- | ----------- | ------ | ------ |

### La Colle-sur-Loup
- Maire sortant : Jean-Bernard Mion (HOR)
- 29 sièges à pourvoir au conseil municipal (population légale 2022 : 8 143 habitants)
- 3 sièges à pourvoir au conseil communautaire (CA Sophia Antipolis)

| Tête de liste | Tête de liste | Parti(s) | Nuance | Premier tour | Premier tour | Second tour | Second tour | Sièges | Sièges |
| Tête de liste | Tête de liste | Parti(s) | Nuance | Voix         | %            | Voix        | %           | CM     | CC     |
| ------------- | ------------- | -------- | ------ | ------------ | ------------ | ----------- | ----------- | ------ | ------ |

### Colomars
- Maire sortante : Isabelle Brès (LR)
- 27 sièges à pourvoir au conseil municipal (population légale 2022 : 3 507 habitants)
- 1 siège à pourvoir au conseil communautaire (Métropole Nice Côte d'Azur)

| Tête de liste | Tête de liste | Parti(s) | Nuance | Premier tour | Premier tour | Second tour | Second tour | Sièges | Sièges |
| Tête de liste | Tête de liste | Parti(s) | Nuance | Voix         | %            | Voix        | %           | CM     | CC     |
| ------------- | ------------- | -------- | ------ | ------------ | ------------ | ----------- | ----------- | ------ | ------ |

### Contes
- Maire sortant : Francis Tujague (PCF)
- 29 sièges à pourvoir au conseil municipal (population légale 2022 : 7 722 habitants)
- 9 sièges à pourvoir au conseil communautaire (CC du Pays des Paillons)

| Tête de liste | Tête de liste | Parti(s) | Nuance | Premier tour | Premier tour | Second tour | Second tour | Sièges | Sièges |
| Tête de liste | Tête de liste | Parti(s) | Nuance | Voix         | %            | Voix        | %           | CM     | CC     |
| ------------- | ------------- | -------- | ------ | ------------ | ------------ | ----------- | ----------- | ------ | ------ |

### Drap
- Maire sortant : Robert Nardelli (DVD)
- 29 sièges à pourvoir au conseil municipal (population légale 2022 : 5 300 habitants)
- 1 siège à pourvoir au conseil communautaire (Métropole Nice Côte d'Azur)

| Tête de liste | Tête de liste | Parti(s) | Nuance | Premier tour | Premier tour | Second tour | Second tour | Sièges | Sièges |
| Tête de liste | Tête de liste | Parti(s) | Nuance | Voix         | %            | Voix        | %           | CM     | CC     |
| ------------- | ------------- | -------- | ------ | ------------ | ------------ | ----------- | ----------- | ------ | ------ |

### Gattières
- Maire sortante : Pascale Guit-Nicol (DVD)
- 27 sièges à pourvoir au conseil municipal (population légale 2022 : 4 345 habitants)
- 1 siège à pourvoir au conseil communautaire (Métropole Nice Côte d'Azur)

| Tête de liste            | Tête de liste     | Parti(s) | Nuance | Premier tour | Premier tour | Second tour | Second tour | Sièges | Sièges |
| Tête de liste            | Tête de liste     | Parti(s) | Nuance | Voix         | %            | Voix        | %           | CM     | CC     |
| ------------------------ | ----------------- | -------- | ------ | ------------ | ------------ | ----------- | ----------- | ------ | ------ |
|                          | Jean-Pierre Testi | PCF      |        |              |              |             |             |        |        |
|                          |                   |          |        |              |              |             |             |        |        |
| Exprimés                 |                   |          |        |              |              |             |             |        |        |
| Votes blancs             |                   |          |        |              |              |             |             |        |        |
| Votes nuls               |                   |          |        |              |              |             |             |        |        |
| Total                    | Total             | Total    | Total  |              | 100          |             | 100         | 27     | 1      |
| Absentions               |                   |          |        |              |              |             |             |        |        |
| Inscrits / participation |                   |          |        |              |              |             |             |        |        |

### La Gaude
- Maire sortant : Bruno Bettati (LR)
- 29 sièges à pourvoir au conseil municipal (population légale 2022 : 7 194 habitants)
- 1 siège à pourvoir au conseil communautaire (Métropole Nice Côte d'Azur)

| Tête de liste | Tête de liste | Parti(s) | Nuance | Premier tour | Premier tour | Second tour | Second tour | Sièges | Sièges |
| Tête de liste | Tête de liste | Parti(s) | Nuance | Voix         | %            | Voix        | %           | CM     | CC     |
| ------------- | ------------- | -------- | ------ | ------------ | ------------ | ----------- | ----------- | ------ | ------ |

### Grasse
- Maire sortant : Jérôme Viaud (LR)
- 43 sièges à pourvoir au conseil municipal (population légale 2022 : 48 669 habitants)
- 29 sièges à pourvoir au conseil communautaire (CA du Pays de Grasse)

| Tête de liste | Tête de liste | Parti(s) | Nuance | Premier tour | Premier tour | Second tour | Second tour | Sièges | Sièges |
| Tête de liste | Tête de liste | Parti(s) | Nuance | Voix         | %            | Voix        | %           | CM     | CC     |
| ------------- | ------------- | -------- | ------ | ------------ | ------------ | ----------- | ----------- | ------ | ------ |

### Levens
- Maire sortant : Antoine Véran (LR)
- 29 sièges à pourvoir au conseil municipal (population légale 2022 : 5 366 habitants)
- 1 siège à pourvoir au conseil communautaire (Métropole Nice Côte d'Azur)

| Tête de liste | Tête de liste | Parti(s) | Nuance | Premier tour | Premier tour | Second tour | Second tour | Sièges | Sièges |
| Tête de liste | Tête de liste | Parti(s) | Nuance | Voix         | %            | Voix        | %           | CM     | CC     |
| ------------- | ------------- | -------- | ------ | ------------ | ------------ | ----------- | ----------- | ------ | ------ |

### Mandelieu-la-Napoule
- Maire sortant : Sébastien Leroy (LR)
- 35 sièges à pourvoir au conseil municipal (population légale 2022 : 21 201 habitants)
- 9 sièges à pourvoir au conseil communautaire (CA Cannes Pays de Lérins)

| Tête de liste | Tête de liste | Parti(s) | Nuance | Premier tour | Premier tour | Second tour | Second tour | Sièges | Sièges |
| Tête de liste | Tête de liste | Parti(s) | Nuance | Voix         | %            | Voix        | %           | CM     | CC     |
| ------------- | ------------- | -------- | ------ | ------------ | ------------ | ----------- | ----------- | ------ | ------ |

### Menton
- Maire sortant : Yves Juhel (LR)
- 39 sièges à pourvoir au conseil municipal (population légale 2022 : 30 326 habitants)
- 18 sièges à pourvoir au conseil communautaire (CA de la Riviera française)

| Tête de liste            | Tête de liste  | Parti(s) | Nuance | Premier tour | Premier tour | Second tour | Second tour | Sièges | Sièges |
| Tête de liste            | Tête de liste  | Parti(s) | Nuance | Voix         | %            | Voix        | %           | CM     | CC     |
| ------------------------ | -------------- | -------- | ------ | ------------ | ------------ | ----------- | ----------- | ------ | ------ |
|                          | Louis Sarkozy, | DVD      |        |              |              |             |             |        |        |
|                          |                |          |        |              |              |             |             |        |        |
| Exprimés                 |                |          |        |              |              |             |             |        |        |
| Votes blancs             |                |          |        |              |              |             |             |        |        |
| Votes nuls               |                |          |        |              |              |             |             |        |        |
| Total                    | Total          | Total    | Total  |              | 100          |             | 100         | 39     | 18     |
| Absentions               |                |          |        |              |              |             |             |        |        |
| Inscrits / participation |                |          |        |              |              |             |             |        |        |

### Mouans-Sartoux
- Maire sortant : Pierre Aschieri (DVG)
- 33 sièges à pourvoir au conseil municipal (population légale 2022 : 10 847 habitants)
- 6 sièges à pourvoir au conseil communautaire (CA du Pays de Grasse)

| Tête de liste | Tête de liste | Parti(s) | Nuance | Premier tour | Premier tour | Second tour | Second tour | Sièges | Sièges |
| Tête de liste | Tête de liste | Parti(s) | Nuance | Voix         | %            | Voix        | %           | CM     | CC     |
| ------------- | ------------- | -------- | ------ | ------------ | ------------ | ----------- | ----------- | ------ | ------ |

### Mougins
- Maire sortant : Richard Galy (LR)
- 33 sièges à pourvoir au conseil municipal (population légale 2022 : 19 481 habitants)
- 7 sièges à pourvoir au conseil communautaire (CA Cannes Pays de Lérins)

| Tête de liste | Tête de liste | Parti(s) | Nuance | Premier tour | Premier tour | Second tour | Second tour | Sièges | Sièges |
| Tête de liste | Tête de liste | Parti(s) | Nuance | Voix         | %            | Voix        | %           | CM     | CC     |
| ------------- | ------------- | -------- | ------ | ------------ | ------------ | ----------- | ----------- | ------ | ------ |

### Nice
- Maire sortant : Christian Estrosi (LFA-HOR)
- 69 sièges à pourvoir au conseil municipal (population légale 2022 : 353 701 habitants)
- 65 sièges à pourvoir au conseil communautaire (Métropole Nice Côte d'Azur)

| Tête de liste | Tête de liste | Parti(s) | Nuance | Premier tour | Premier tour | Second tour | Second tour | Sièges | Sièges |
| Tête de liste | Tête de liste | Parti(s) | Nuance | Voix         | %            | Voix        | %           | CM     | CC     |
| ------------- | ------------- | -------- | ------ | ------------ | ------------ | ----------- | ----------- | ------ | ------ |

### Pégomas
- Maire sortante : Florence Simon (LR)
- 29 sièges à pourvoir au conseil municipal (population légale 2022 : 8 143 habitants)
- 5 sièges à pourvoir au conseil communautaire (CA du Pays de Grasse)

| Tête de liste | Tête de liste | Parti(s) | Nuance | Premier tour | Premier tour | Second tour | Second tour | Sièges | Sièges |
| Tête de liste | Tête de liste | Parti(s) | Nuance | Voix         | %            | Voix        | %           | CM     | CC     |
| ------------- | ------------- | -------- | ------ | ------------ | ------------ | ----------- | ----------- | ------ | ------ |

### Peymeinade
- Maire sortant : Philippe Sainte-Rose Fanchine (SE)
- 29 sièges à pourvoir au conseil municipal (population légale 2022 : 8 491 habitants)
- 5 sièges à pourvoir au conseil communautaire (CA du Pays de Grasse)

| Tête de liste | Tête de liste | Parti(s) | Nuance | Premier tour | Premier tour | Second tour | Second tour | Sièges | Sièges |
| Tête de liste | Tête de liste | Parti(s) | Nuance | Voix         | %            | Voix        | %           | CM     | CC     |
| ------------- | ------------- | -------- | ------ | ------------ | ------------ | ----------- | ----------- | ------ | ------ |

### Roquebrune-Cap-Martin
- Maire sortant : Patrick Cesari (LR)
- 33 sièges à pourvoir au conseil municipal (population légale 2022 : 12 419 habitants)
- 8 sièges à pourvoir au conseil communautaire (CA de la Riviera française)

| Tête de liste | Tête de liste | Parti(s) | Nuance | Premier tour | Premier tour | Second tour | Second tour | Sièges | Sièges |
| Tête de liste | Tête de liste | Parti(s) | Nuance | Voix         | %            | Voix        | %           | CM     | CC     |
| ------------- | ------------- | -------- | ------ | ------------ | ------------ | ----------- | ----------- | ------ | ------ |

### Roquefort-les-Pins
- Maire sortant : Michel Rossi (LR)
- 29 sièges à pourvoir au conseil municipal (population légale 2022 : 7 284 habitants)
- 3 sièges à pourvoir au conseil communautaire (CA Sophia Antipolis)

| Tête de liste | Tête de liste | Parti(s) | Nuance | Premier tour | Premier tour | Second tour | Second tour | Sièges | Sièges |
| Tête de liste | Tête de liste | Parti(s) | Nuance | Voix         | %            | Voix        | %           | CM     | CC     |
| ------------- | ------------- | -------- | ------ | ------------ | ------------ | ----------- | ----------- | ------ | ------ |

### La Roquette-sur-Siagne
- Maire sortant : Raymond Albis (LR)
- 29 sièges à pourvoir au conseil municipal (population légale 2022 : 5 552 habitants)
- 3 sièges à pourvoir au conseil communautaire (CA du Pays de Grasse)

| Tête de liste | Tête de liste | Parti(s) | Nuance | Premier tour | Premier tour | Second tour | Second tour | Sièges | Sièges |
| Tête de liste | Tête de liste | Parti(s) | Nuance | Voix         | %            | Voix        | %           | CM     | CC     |
| ------------- | ------------- | -------- | ------ | ------------ | ------------ | ----------- | ----------- | ------ | ------ |

### Le Rouret
- Maire sortant : Gérald Lombardo (LR)
- 27 sièges à pourvoir au conseil municipal (population légale 2022 : 4 198 habitants)
- 2 sièges à pourvoir au conseil communautaire (CA Sophia Antipolis)

| Tête de liste | Tête de liste | Parti(s) | Nuance | Premier tour | Premier tour | Second tour | Second tour | Sièges | Sièges |
| Tête de liste | Tête de liste | Parti(s) | Nuance | Voix         | %            | Voix        | %           | CM     | CC     |
| ------------- | ------------- | -------- | ------ | ------------ | ------------ | ----------- | ----------- | ------ | ------ |

### Saint-André-de-la-Roche
- Maire sortant : Jean-Jacques Carlin (LR)
- 29 sièges à pourvoir au conseil municipal (population légale 2022 : 5 877 habitants)
- 1 siège à pourvoir au conseil communautaire (Métropole Nice Côte d'Azur)

| Tête de liste | Tête de liste | Parti(s) | Nuance | Premier tour | Premier tour | Second tour | Second tour | Sièges | Sièges |
| Tête de liste | Tête de liste | Parti(s) | Nuance | Voix         | %            | Voix        | %           | CM     | CC     |
| ------------- | ------------- | -------- | ------ | ------------ | ------------ | ----------- | ----------- | ------ | ------ |

### Saint-Cézaire-sur-Siagne
- Maire sortant : Christian Zedet (SE)
- 27 sièges à pourvoir au conseil municipal (population légale 2022 : 3 971 habitants)
- 3 sièges à pourvoir au conseil communautaire (CA du Pays de Grasse)

| Tête de liste | Tête de liste | Parti(s) | Nuance | Premier tour | Premier tour | Second tour | Second tour | Sièges | Sièges |
| Tête de liste | Tête de liste | Parti(s) | Nuance | Voix         | %            | Voix        | %           | CM     | CC     |
| ------------- | ------------- | -------- | ------ | ------------ | ------------ | ----------- | ----------- | ------ | ------ |

### Saint-Jeannet
- Maire sortante : Julie Charles (SE)
- 27 sièges à pourvoir au conseil municipal (population légale 2022 : 4 378 habitants)
- 1 siège à pourvoir au conseil communautaire (Métropole Nice Côte d'Azur)

| Tête de liste | Tête de liste | Parti(s) | Nuance | Premier tour | Premier tour | Second tour | Second tour | Sièges | Sièges |
| Tête de liste | Tête de liste | Parti(s) | Nuance | Voix         | %            | Voix        | %           | CM     | CC     |
| ------------- | ------------- | -------- | ------ | ------------ | ------------ | ----------- | ----------- | ------ | ------ |

### Saint-Laurent-du-Var
- Maire sortant : Joseph Segura (LR)
- 39 sièges à pourvoir au conseil municipal (population légale 2022 : 31 645 habitants)
- 5 sièges à pourvoir au conseil communautaire (Métropole Nice Côte d'Azur)

| Tête de liste | Tête de liste | Parti(s) | Nuance | Premier tour | Premier tour | Second tour | Second tour | Sièges | Sièges |
| Tête de liste | Tête de liste | Parti(s) | Nuance | Voix         | %            | Voix        | %           | CM     | CC     |
| ------------- | ------------- | -------- | ------ | ------------ | ------------ | ----------- | ----------- | ------ | ------ |

### Saint-Martin-du-Var
- Maire sortant : Hervé Paul (SE)
- 23 sièges à pourvoir au conseil municipal (population légale 2022 : 3 403 habitants)
- 1 siège à pourvoir au conseil communautaire (Métropole Nice Côte d'Azur)

| Tête de liste | Tête de liste | Parti(s) | Nuance | Premier tour | Premier tour | Second tour | Second tour | Sièges | Sièges |
| Tête de liste | Tête de liste | Parti(s) | Nuance | Voix         | %            | Voix        | %           | CM     | CC     |
| ------------- | ------------- | -------- | ------ | ------------ | ------------ | ----------- | ----------- | ------ | ------ |

### Saint-Paul-de-Vence
- Maire sortant : Jean-Pierre Camilla (DVD)
- 23 sièges à pourvoir au conseil municipal (population légale 2022 : 3 190 habitants)
- 2 sièges à pourvoir au conseil communautaire (CA Sophia Antipolis)

| Tête de liste | Tête de liste | Parti(s) | Nuance | Premier tour | Premier tour | Second tour | Second tour | Sièges | Sièges |
| Tête de liste | Tête de liste | Parti(s) | Nuance | Voix         | %            | Voix        | %           | CM     | CC     |
| ------------- | ------------- | -------- | ------ | ------------ | ------------ | ----------- | ----------- | ------ | ------ |

### Saint-Vallier-de-Thiey
- Maire sortant : Jean-Marc Delia (LC-LNC)
- 27 sièges à pourvoir au conseil municipal (population légale 2022 : 3 662 habitants)
- 2 sièges à pourvoir au conseil communautaire (CA du Pays de Grasse)

| Tête de liste | Tête de liste | Parti(s) | Nuance | Premier tour | Premier tour | Second tour | Second tour | Sièges | Sièges |
| Tête de liste | Tête de liste | Parti(s) | Nuance | Voix         | %            | Voix        | %           | CM     | CC     |
| ------------- | ------------- | -------- | ------ | ------------ | ------------ | ----------- | ----------- | ------ | ------ |

### Sospel
- Maire sortant : Jean-Mario Lorenzi (LR)
- 27 sièges à pourvoir au conseil municipal (population légale 2022 : 3 807 habitants)
- 2 sièges à pourvoir au conseil communautaire (CA de la Riviera française)

| Tête de liste | Tête de liste | Parti(s) | Nuance | Premier tour | Premier tour | Second tour | Second tour | Sièges | Sièges |
| Tête de liste | Tête de liste | Parti(s) | Nuance | Voix         | %            | Voix        | %           | CM     | CC     |
| ------------- | ------------- | -------- | ------ | ------------ | ------------ | ----------- | ----------- | ------ | ------ |

### Le Tignet
- Maire sortant : Claude Serra (DVD)
- 23 sièges à pourvoir au conseil municipal (population légale 2022 : 3 158 habitants)
- 2 sièges à pourvoir au conseil communautaire (CA du Pays de Grasse)

| Tête de liste | Tête de liste | Parti(s) | Nuance | Premier tour | Premier tour | Second tour | Second tour | Sièges | Sièges |
| Tête de liste | Tête de liste | Parti(s) | Nuance | Voix         | %            | Voix        | %           | CM     | CC     |
| ------------- | ------------- | -------- | ------ | ------------ | ------------ | ----------- | ----------- | ------ | ------ |

### Tourrette-Levens
- Maire sortant : Bertrand Gasiglia (LR)
- 27 sièges à pourvoir au conseil municipal (population légale 2022 : 4 633 habitants)
- 1 siège à pourvoir au conseil communautaire (Métropole Nice Côte d'Azur)

| Tête de liste | Tête de liste | Parti(s) | Nuance | Premier tour | Premier tour | Second tour | Second tour | Sièges | Sièges |
| Tête de liste | Tête de liste | Parti(s) | Nuance | Voix         | %            | Voix        | %           | CM     | CC     |
| ------------- | ------------- | -------- | ------ | ------------ | ------------ | ----------- | ----------- | ------ | ------ |

### Tourrettes-sur-Loup
- Maire sortant : Frédéric Poma (SE)
- 27 sièges à pourvoir au conseil municipal (population légale 2022 : 4 126 habitants)
- 2 sièges à pourvoir au conseil communautaire (CA Sophia Antipolis)

| Tête de liste | Tête de liste | Parti(s) | Nuance | Premier tour | Premier tour | Second tour | Second tour | Sièges | Sièges |
| Tête de liste | Tête de liste | Parti(s) | Nuance | Voix         | %            | Voix        | %           | CM     | CC     |
| ------------- | ------------- | -------- | ------ | ------------ | ------------ | ----------- | ----------- | ------ | ------ |

### La Trinité
- Maire sortant : Ladislas Polski (MRC)
- 33 sièges à pourvoir au conseil municipal (population légale 2022 : 10 485 habitants)
- 2 sièges à pourvoir au conseil communautaire (Métropole Nice Côte d'Azur)

| Tête de liste | Tête de liste | Parti(s) | Nuance | Premier tour | Premier tour | Second tour | Second tour | Sièges | Sièges |
| Tête de liste | Tête de liste | Parti(s) | Nuance | Voix         | %            | Voix        | %           | CM     | CC     |
| ------------- | ------------- | -------- | ------ | ------------ | ------------ | ----------- | ----------- | ------ | ------ |

### La Turbie
- Maire sortant : Jean-Jacques Raffaele (LR)
- 23 sièges à pourvoir au conseil municipal (population légale 2022 : 3 012 habitants)
- 2 sièges à pourvoir au conseil communautaire (CA de la Riviera française)

| Tête de liste | Tête de liste | Parti(s) | Nuance | Premier tour | Premier tour | Second tour | Second tour | Sièges | Sièges |
| Tête de liste | Tête de liste | Parti(s) | Nuance | Voix         | %            | Voix        | %           | CM     | CC     |
| ------------- | ------------- | -------- | ------ | ------------ | ------------ | ----------- | ----------- | ------ | ------ |

### Valbonne
- Maire sortant : Joseph Cesaro (ECO)
- 33 sièges à pourvoir au conseil municipal (population légale 2022 : 12 389 habitants)
- 5 sièges à pourvoir au conseil communautaire (CA Sophia Antipolis)

| Tête de liste | Tête de liste | Parti(s) | Nuance | Premier tour | Premier tour | Second tour | Second tour | Sièges | Sièges |
| Tête de liste | Tête de liste | Parti(s) | Nuance | Voix         | %            | Voix        | %           | CM     | CC     |
| ------------- | ------------- | -------- | ------ | ------------ | ------------ | ----------- | ----------- | ------ | ------ |

### Vallauris
- Maire sortant : Kevin Luciano (LR)
- 35 sièges à pourvoir au conseil municipal (population légale 2022 : 28 579 habitants)
- 10 sièges à pourvoir au conseil communautaire (CA Sophia Antipolis)

| Tête de liste | Tête de liste | Parti(s) | Nuance | Premier tour | Premier tour | Second tour | Second tour | Sièges | Sièges |
| Tête de liste | Tête de liste | Parti(s) | Nuance | Voix         | %            | Voix        | %           | CM     | CC     |
| ------------- | ------------- | -------- | ------ | ------------ | ------------ | ----------- | ----------- | ------ | ------ |

### Vence
- Maire sortant : Régis Lebigre (LR)
- 33 sièges à pourvoir au conseil municipal (population légale 2022 : 19 856 habitants)
- 3 sièges à pourvoir au conseil communautaire (Métropole Nice Côte d'Azur)

| Tête de liste | Tête de liste | Parti(s) | Nuance | Premier tour | Premier tour | Second tour | Second tour | Sièges | Sièges |
| Tête de liste | Tête de liste | Parti(s) | Nuance | Voix         | %            | Voix        | %           | CM     | CC     |
| ------------- | ------------- | -------- | ------ | ------------ | ------------ | ----------- | ----------- | ------ | ------ |

### Villefranche-sur-Mer
- Maire sortant : Christophe Trojani (LR)
- 29 sièges à pourvoir au conseil municipal (population légale 2022 : 5 012 habitants)
- 1 siège à pourvoir au conseil communautaire (Métropole Nice Côte d'Azur)

| Tête de liste | Tête de liste | Parti(s) | Nuance | Premier tour | Premier tour | Second tour | Second tour | Sièges | Sièges |
| Tête de liste | Tête de liste | Parti(s) | Nuance | Voix         | %            | Voix        | %           | CM     | CC     |
| ------------- | ------------- | -------- | ------ | ------------ | ------------ | ----------- | ----------- | ------ | ------ |

### Villeneuve-Loubet
- Maire sortant : Lionnel Luca (LR)
- 33 sièges à pourvoir au conseil municipal (population légale 2022 : 16 729 habitants)
- siège à pourvoir au conseil communautaire ([[]])

| Tête de liste | Tête de liste | Parti(s) | Nuance | Premier tour | Premier tour | Second tour | Second tour | Sièges | Sièges |
| Tête de liste | Tête de liste | Parti(s) | Nuance | Voix         | %            | Voix        | %           | CM     | CC     |
| ------------- | ------------- | -------- | ------ | ------------ | ------------ | ----------- | ----------- | ------ | ------ |